# Abarema alexandri var. troyana
Abarema alexandri var. troyana là một thứ của cây họ đậu A. alexandri thuộc họ Đậu. Đây là loài đặc hữu của Jamaica, mọc trong rừng hoặc bụi cây trên đất đá vôi.